# فرودگاه بیور (یوتا)
فرودگاه بیور (یوتا) (به انگلیسی: Beaver Municipal Airport (Utah)) یک فرودگاه همگانی است که یک باند فرود خاک دارد و طول باند آن ۶۵۵ متر است. این فرودگاه در کشور ایالات متحده آمریکا قرار دارد و در ارتفاع ۱۷۸۷ متری از سطح دریا واقع شده‌است.